# Ogórek

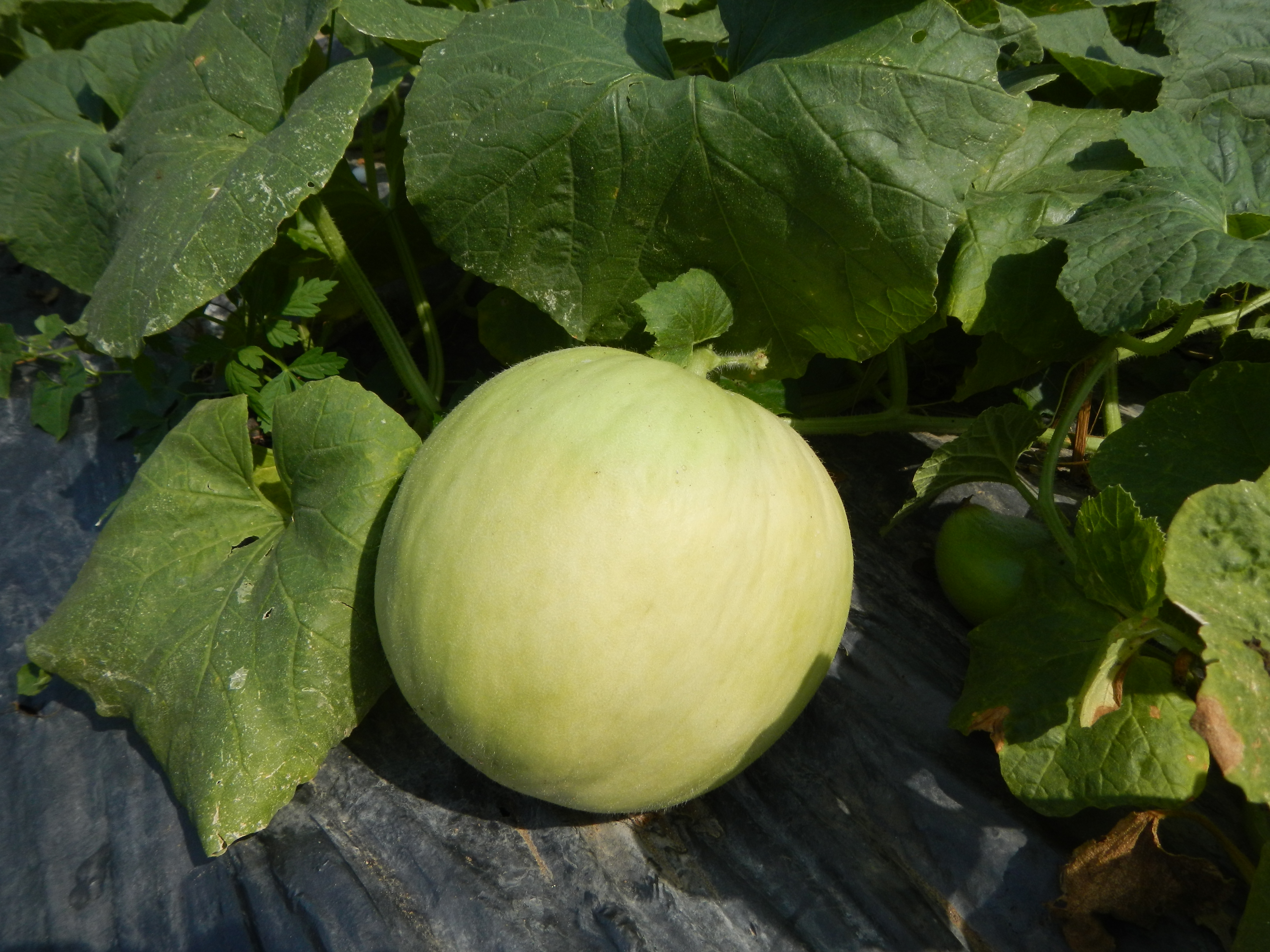
Owocująca jedna z odmian uprawnych melona

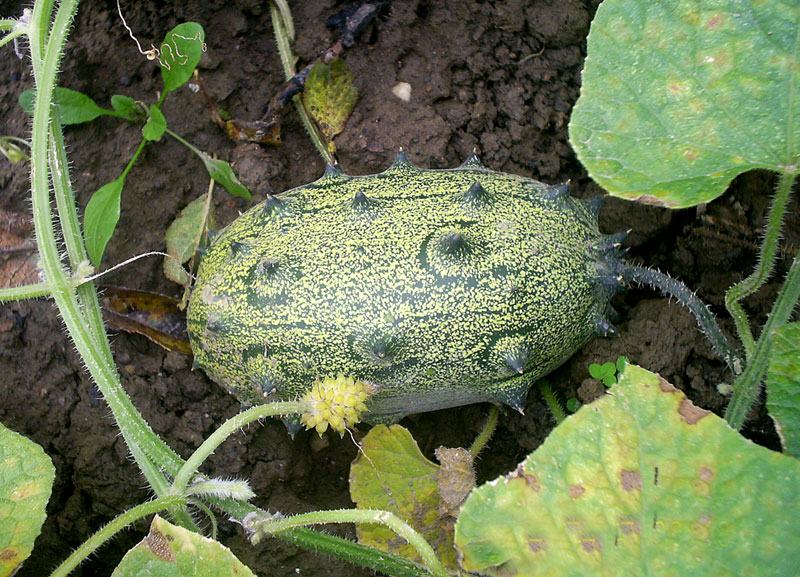
Ogórek kiwano

Ogórek (Cucumis L.) – rodzaj roślin jednorocznych z rodziny dyniowatych. Obejmuje co najmniej 52 gatunki (według innych źródeł około 55 gatunków). Rodzaj najbardziej zróżnicowany jest w Afryce, poza tym jego przedstawiciele rosną na wyspach otaczających ten kontynent, w Azji południowej i południowo-wschodniej, na Filipinach i w Australii, zostali także zawleczeni lub introdukowani na inne obszary. Duże znaczenie ekonomiczne mają dwa gatunki – ogórek siewny (C. sativus) i melon (C. melo) – oba uprawiane także w Polsce, mniejsze znaczenie mają – ogórek antylski (C. anguria) i kiwano (C. metuliferus).

## Morfologia
PokrójRośliny jednoroczne o pędach płożących lub wspinających się, owłosionych, często szczeciniasto. Wąsy czepne niepodzielone lub dwudzielne, rzadko ich brak.
LiścieOkrągławe, owalne do nerkowatych, nierzadko dłoniasto klapowane, całobrzegie lub nierówno piłkowane. Powierzchnia blaszki gruczołowata.
KwiatyRośliny są zwykle jednopienne – na tych samych roślinach wyrastają w różnych węzłach kwiaty rozdzielnopłciowe –  żeńskie i męskie. Tylko u C. anguria rośliny są dwupienne, a u C. melo występują kwiaty męskie i obupłciowe. Kwiaty męskie wyrastają z węzłów pojedynczo lub w skupione po kilka, rzadko kilkanaście w kwiatostany groniaste, wiechowate lub pęczki. Kwiaty żeńskie wyrastają zwykle pojedynczo, rzadziej skupione są po 2–3. Hypancjum jest lejkowate do dzwonkowatego. Korona kwiatu i kielich składają się z 5 elementów każdy (rzadko są tylko cztery działki kielicha). Płatki korony są żółte i zrośnięte, czasem tylko w dolnej części, osiągają od 2 do 25 mm długości (rzadko do 37 mm), są gładkie lub owłosione. Kwiaty męskie zawierają trzy pręciki. Kwiaty żeńskie z prątniczkami i jajowatą lub elipsoidalną na przekroju zalążnią 3 do 5-komorową, z kilkunastoma do 150 zalążkami w każdej z komór. Szyjka słupka krótka, zwieńczona niepodzielonym lub wcinanym znamieniem, rzadko z frędzlowatymi wyrostkami.
OwocePodługowate, cylindryczne do kulistawych, wielonasienne jagody o różnej barwie (zielone, żółtawe do brązowych, czasem dwukolorowe, pręgowane). Powierzchnia owoców zróżnicowana – gładka do owłosionej, czasem kolczasta, łuskowata, fałdowana. Nasiona owalne do jajowatych, spłaszczone, gładkie.

## Systematyka
Pozycja systematyczna według Angiosperm Phylogeny Website (aktualizowany system APG IV z 2016)
Rodzaj z rodziny dyniowatych z rzędu dyniowców, należących do kladu różowych w obrębie okrytonasiennych. W obrębie rodziny: podrodzina Cucurbitoideae, plemię  Melothrieae. Wyróżnia się 2 podrodzaje: Cucumis i Humifructus.
Systematyka w systemie Reveala (1993-1999)
Gromada okrytonasienne (Magnoliophyta Cronquist), podgromada Magnoliophytina Frohne & U. Jensen ex Reveal, klasa Rosopsida Batsch, podklasa ukęślowe (Dilleniidae Takht. ex Reveal & Takht.), nadrząd Cucurbitanae Reveal, rząd dyniowce (Cucurbitales Dumort.), podrząd Cucurbitineae Engl., rodzina dyniowate (Cucurbitaceae Juss.), podrodzina Cucumidoideae Burnet, plemię Cucumereae Endl. ex M. Roem., podplemię Cucumerinae E.G.O. Müll. & Pax in Engl. & Prantl., rodzaj ogórek (Cucumis L.).
Wykaz gatunków
- Cucumis aculeatus Cogn. (sect. Aculeatosi)
- Cucumis aetheocarpus (C. Jeffrey) Ghebretinsae & Thulin (sect. Cucumella)
- Cucumis africanus L. f. (sect. Aculeatosi)
- Cucumis anguria L. (sect. Aculeatosi) – ogórek antylski
- Cucumis asper Cogn. (sect. Cucumella)
- Cucumis baladensis Thulin (sect. Aculeatosi)
- Cucumis bryoniifolius (Merxm.) Ghebretinsae & Thulin (sect. Cucumella)
- Cucumis canoxyi Thulin & Al-Gifri (sect. Aculeatosi)
- Cucumis carolinus J. H. Kirkbr. (sect. Aculeatosi)
- Cucumis cinereus (Cogn.) Ghebretinsae & Thulin (sect. Cucumella)
- Cucumis clavipetiolatus (J. H. Kirkbr.) Ghebretinsae & Thulin (sect. Cucumella)
- Cucumis engleri (Gilg) Ghebretinsae & Thulin (sect. Cucumella)
- Cucumis ficifolius A. Rich. (sect. Aculeatosi)
- Cucumis globosus C. Jeffrey (sect. Aculeatosi)
- Cucumis gracilis (Kurz) Ghebretinsae & Thulin (sect. Cucumis)
- Cucumis hastatus Thulin (sect. Aculeatosi)
- Cucumis heptadactylus Naudin (sect. Aculeatosi)
- Cucumis hirsutus Sond. (subg. Humifructus)
- Cucumis humifructus Stent (subg. Humifructus)
- Cucumis hystrix Chakrav. (sect. Cucumis)
- Cucumis ×hytivus J. F. Chen & J. H. Kirkbr. (subg. Cucumis) [= C. sativus × C. hystrix]
- Cucumis indicus Ghebretinsae & Thulin (sect. Cucumella)
- Cucumis insignis C. Jeffrey (sect. Aculeatosi)
- Cucumis javanicus (Miq.) Ghebretinsae & Thulin (sect. Cucumis)
- Cucumis jeffreyanus Thulin (sect. Aculeatosi)
- Cucumis kalahariensis A. Meeuse (sect. Aculeatosi)
- Cucumis kelleri (Cogn.) Ghebretinsae & Thulin (sect. Cucumella)
- Cucumis kirkbridei Ghebretinsae & Thulin (sect. Cucumella)
- Cucumis leiospermus (Wight & Arn.) Ghebretinsae & Thulin (sect. Cucumis)
- Cucumis maderaspatanus L. (sect. Cucumis)
- Cucumis meeusei C. Jeffrey (sect. Aculeatosi)
- Cucumis melo L. – ogórek melon, melon
- Cucumis messorius (C. Jeffrey) Ghebretinsae & Thulin (sect. Aculeatosi)
- Cucumis metuliferus E. Mey. ex Naud. – ogórek kiwano
- Cucumis myriocarpus Naudin (sect. Aculeatosi)
- Cucumis prolatior J. H. Kirkbr. (sect. Aculeatosi)
- Cucumis prophetarum L. (sect. Aculeatosi)
- Cucumis pubituberculatus Thulin (sect. Aculeatosi)
- Cucumis pustulatus Hook. f. (sect. Aculeatosi)
- Cucumis quintanilhae R. Fern. & A. Fern. (sect. Aculeatosi)
- Cucumis reticulatus (A. Fern. & R. Fern.) Ghebretinsae & Thulin (sect. Cucumella)
- Cucumis rigidus E. Mey. ex Sond. (sect. Aculeatosi)
- Cucumis ritchiei (C. B. Clarke) Ghebretinsae & Thulin (sect. Cucumis)
- Cucumis rostratus J. H. Kirkbr. (sect. Metuliferi)
- Cucumis rumphianus (Scheff.) H. Schaef. (sect. Cucumis)
- Cucumis sacleuxii Pailleux & Bois (sect. Aculeatosi)
- Cucumis sagittatus Peyr. (sect. Cucumis)
- Cucumis sativus L. – ogórek siewny
- Cucumis silentvalleyi (Manilal et al.) Ghebretinsae & Thulin (sect. Cucumella)
- Cucumis subsericeus Hook. f. (sect. Cucumella)
- Cucumis thulinianus J. H. Kirkbr. (sect. Aculeatosi)
- Cucumis zambianus Widrlechner et al. (sect. Aculeatosi)
- Cucumis zeyheri Sond. (sect. Aculeatosi)